# 장민익
장민익(張珉翼, 1991년 2월 5일 ~ )은 전 KBO 리그 SK 와이번스의 투수이다.

## 아마추어 시절
순천북초등학교 4학년 때부터 야구를 시작했다. 중학교 1학년 때 키가 190cm가 넘어 한때 농구부나 배구부의 제의를 받기도 했으나, 열렬한 야구 팬이었던 그의 아버지가 야구를 시키고 싶어해 제의를 거절했고, 그 또한 야구를 하고 싶어해 야구의 길로 들어섰다.
순천효천고등학교 2학년 때 평균자책점 15.00을 기록하며 부진했지만, 3학년 때 열린 제7회 미추홀기 전국고교야구대회 1회전에서 강릉고등학교를 상대로 승리를 기록했고, 순천효천고등학교가 2회전을 통과한 후 맞이한 8강전에서도 동산고등학교를 상대로 다시 승리를 기록했다. 결승전에서 제물포고등학교를 상대했으나 패전 투수가 됐다.

## 두산 베어스시절
연고 우선 없이 전면 드래프트로 처음 열리게 된 2010년 한국프로야구 신인 드래프트에서 1라운드(전체 7순위) 지명을 받아 입단하였다. 당시 그는 본인조차 기대하지 않았으나, 그의 구속이 130km대 중반에서 147km까지 치솟는 놀라운 성장을 거듭하는 것을 지켜본 팀이 3~5년 후를 내다보고 지명했다.
하지만 기대와 달리 별 활약을 보여주지 못하고 2011년 10월 10일 공익근무요원으로 입소해 군 복무를 했다.
2013년 10월에 소집 해제했고, 2014년에 어느 정도 가능성을 보여줬지만 2015년에는 부진했으며, 2016년에는 1군에 아예 올라오지 못했다.
이후에도 1군에서 부진한 모습을 보이다가, 결국 2018년 11월 27일에 방출됐다.

## SK 와이번스시절
2018년 12월 12일에 입단하였다.

## 트리비아
- KBO 리그 역대 최장신인 207cm로, 전 농구 선수인 서장훈과 맞먹는다. 미국 메이저 리그의 야구 선수인 랜디 존슨과도 키가 비슷하다.

## 등번호
- '55' (2010년 ~ 2011년)
- '58' (2014년 ~ 2017년)
- '26' (2018년)
- '07' (2019년)

## 출신 학교
- 순천북초등학교
- 순천이수중학교
- 순천효천고등학교

## 통산 기록
| 연도 | 팀명  | 평균자책점 | 경기 | 완투 | 완봉 | 승 | 패 | 세 | 홀 | 승률 | 타자 | 이닝 | 피안타 | 피홈런 | 볼넷 | 사구 | 탈삼진 | 실점 | 자책점 |
| ---- | ----- | ---------- | ---- | ---- | ---- | -- | -- | -- | -- | ---- | ---- | ---- | ------ | ------ | ---- | ---- | ------ | ---- | ------ |
| 2010 | 두산  | 10.54      | 9    | 0    | 0    | 0  | 0  | 0  | 0  | -    | 79   | 13.2 | 25     | 2      | 15   | 0    | 6      | 16   | 16     |
| 2011 | 두산  | 3.12       | 4    | 0    | 0    | 0  | 0  | 0  | 0  | -    | 38   | 8.2  | 11     | 1      | 3    | 0    | 6      | 3    | 3      |
| 2014 | 두산  | 3.38       | 8    | 0    | 0    | 0  | 0  | 0  | 1  | -    | 22   | 5.1  | 7      | 0      | 2    | 0    | 1      | 2    | 2      |
| 2015 | 두산  | 29.25      | 4    | 0    | 0    | 0  | 0  | 0  | 0  | -    | 31   | 4    | 11     | 4      | 8    | 0    | 4      | 14   | 13     |
| 2017 | 두산  | 0.00       | 3    | 0    | 0    | 0  | 0  | 0  | 0  | -    | 8    | 2    | 0      | 0      | 2    | 0    | 2      | 0    | 0      |
| 2018 | 두산  | 27.00      | 3    | 0    | 0    | 0  | 0  | 0  | 0  | -    | 14   | 2    | 5      | 3      | 2    | 1    | 2      | 6    | 6      |
| 통산 | 6시즌 | 10.09      | 31   | 0    | 0    | 0  | 0  | 0  | 1  | -    | 192  | 35.2 | 59     | 10     | 32   | 1    | 21     | 41   | 40     |